# Phil Kessel
Philip Joseph „Phil“ Kessel (* 2. Oktober 1987 in Madison, Wisconsin) ist ein US-amerikanischer Eishockeyspieler, der zuletzt bis Juli 2023 bei den Vegas Golden Knights in der National Hockey League unter Vertrag stand. Zuvor spielte der rechte Flügelstürmer vier Jahre bei den Pittsburgh Penguins und gewann mit diesen in den Playoffs 2016 und 2017 den Stanley Cup. Diesen Erfolg wiederholte er 2023 mit den Golden Knights. Zudem lief er in der NHL für die Boston Bruins, die ihn im NHL Entry Draft 2006 an fünfter Position ausgewählt hatten, die Toronto Maple Leafs und die Arizona Coyotes auf. Seit Oktober 2022 hält er dabei den NHL-Rekord für die meisten Spiele in Serie. Mit der Nationalmannschaft der USA gewann er die Silbermedaille bei den Olympischen Winterspielen 2010.

## Karriere

### Anfänge im Jugend- und Collegebereich
Phil Kessel begann seine Karriere 2002 bei den Madison Capitols in der Juniorenliga Central State Hockey League. 2003 wechselte er ins Förderungsprogramm des US-Nationalteams. Innerhalb von zwei Jahren erzielte er 88 Tore und damit so viel wie noch kein Spieler im Programm. Bei der U18-Junioren-Weltmeisterschaft 2004 gewann er die Silbermedaille, im Jahr darauf wurde er mit dem US-Team U18-Junioren-Weltmeister.
Ab dem Sommer 2005 ging er auf die University of Minnesota, wo er für deren Eishockeyteam spielte und auch dort konnte er durch eine gute Punkteausbeute überzeugen und wurde am Ende der Saison als Rookie des Jahres der WCHA-Division ausgezeichnet. Im NHL Entry Draft 2006 wurde er von den Boston Bruins in der ersten Runde an Position fünf ausgewählt. Während der Saison 2005/06 lag er zwischenzeitlich sogar auf Platz eins des Draft-Rankings für die nordamerikanischen Feldspieler, rutschte aber zwischenzeitlich auf den dritten Platz ab und landete kurz vor dem Draft an fünfter Stelle.

### Boston Bruins (2006–2009)

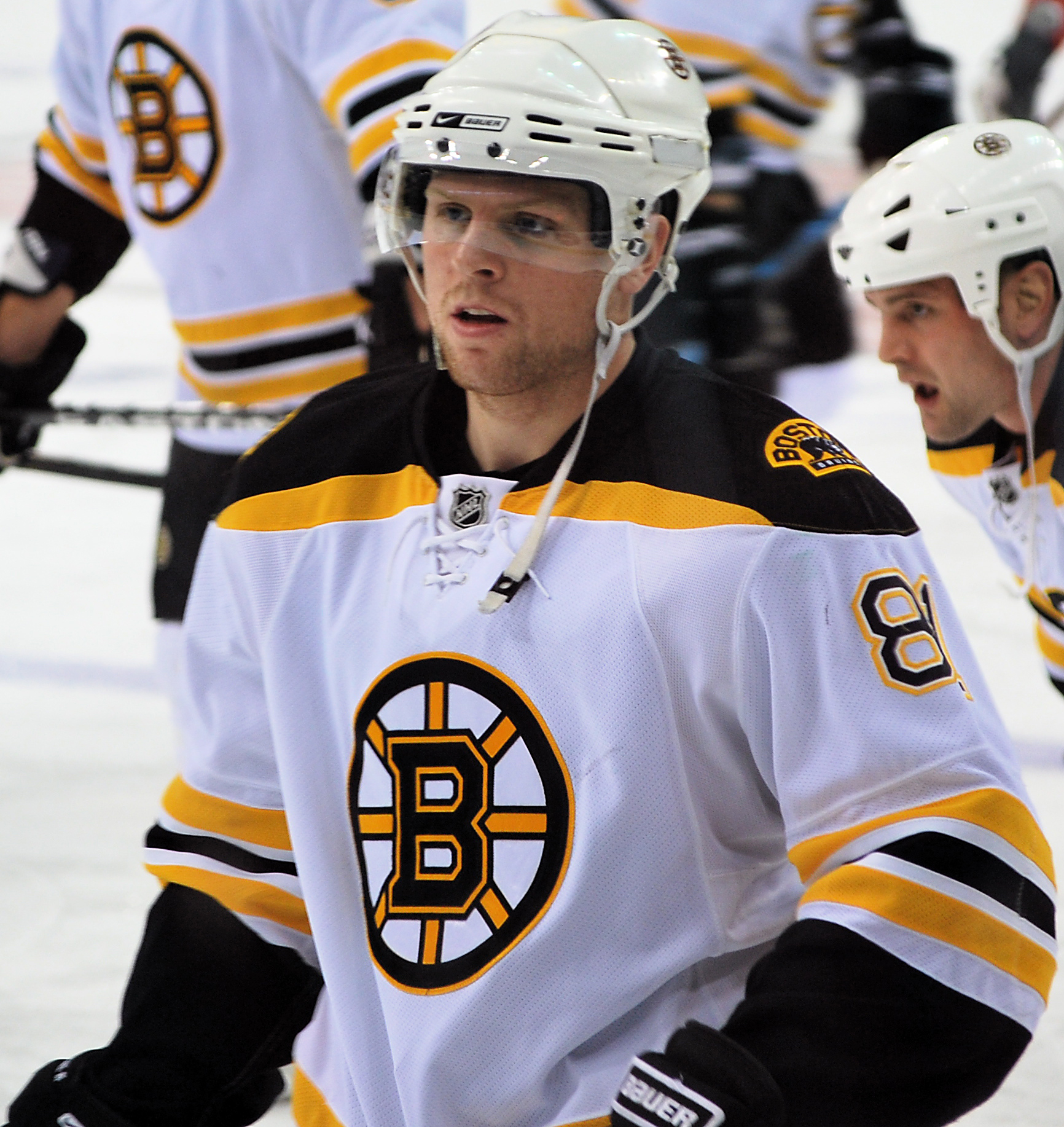
Phil Kessel im Trikot der Boston Bruins

Am 17. August 2006 gaben die Boston Bruins bekannt, dass man sich mit Phil Kessel auf einen langjährigen Vertrag geeinigt hatte und er im Jahr 850.000 US-Dollar verdient, das Maximalgehalt, das ein Neuprofi erhalten kann. In seinem zweiten NHL-Spiel am 7. Oktober 2006 schaffte Kessel seinen ersten Assist. Zwei Wochen später folgte gegen die Buffalo Sabres sein erstes Tor in der NHL. Am 11. Dezember 2006 erklärte seine Familie, dass er ins Krankenhaus eingeliefert wurde. In den folgenden Tagen wurde bekannt, dass Kessel an Hodenkrebs erkrankt ist. Auf einer Pressekonferenz am 16. Dezember 2006 gab er bekannt, dass er erfolgreich operiert worden ist und der Tumor entfernt wurde. Der Teamarzt der Bruins sagte, dass die Krebserkrankung rechtzeitig erkannt wurde und sich noch nicht ausgebreitet hatte. Am 6. Januar 2007 gab er sein Comeback beim Farmteam von Boston, den Providence Bruins in der AHL und am Tag darauf schoss er sein erstes Tor für Providence. Sein erstes NHL-Spiel nach der Krebsdiagnose absolvierte er am 9. Januar und beendete die Saison schließlich mit elf Toren und 18 Assists. Am Ende der Spielzeit erhielt er die Bill Masterton Memorial Trophy, die der Spieler erhält, der sich durch Ausdauer, Hingabe und Fairness im und für das Eishockey besonders auszeichnet. Zudem nahm er mit der US-amerikanischen Nationalmannschaft an der Weltmeisterschaft 2007 teil und war drittbester Scorer seines Teams.
In seiner zweiten Saison verbesserte Kessel zwar seine Punkteausbeute, den von den Bruins erhofften Fortschritt erreichte er allerdings nicht. Mit 37 Punkten zeigte er gute Leistungen, aber erst in den Playoffs bewies er seine Fähigkeiten als Torjäger mit drei Treffern in vier Spielen. Daran konnte er wenig später bei der Weltmeisterschaft 2008 anknüpfen und war mit zehn Punkten in sieben Spielen zusammen mit Patrick Kane der Topscorer des US-Teams, das wie schon im Vorjahr bereits im Viertelfinale ausschied.
In der Saison 2008/09 gelang Kessel schließlich der endgültige Durchbruch und er entwickelte sich zu einem führenden Spieler bei den Boston Bruins. So gelang ihm im Zeitraum von Mitte November bis kurz vor Weihnachten eine Serie von 18 Spielen, in denen er mindestens je einen Punkt erzielte und er in der Zeit auf 14 Tore und 14 Assists kam.

### Toronto Maple Leafs (2009–2015)

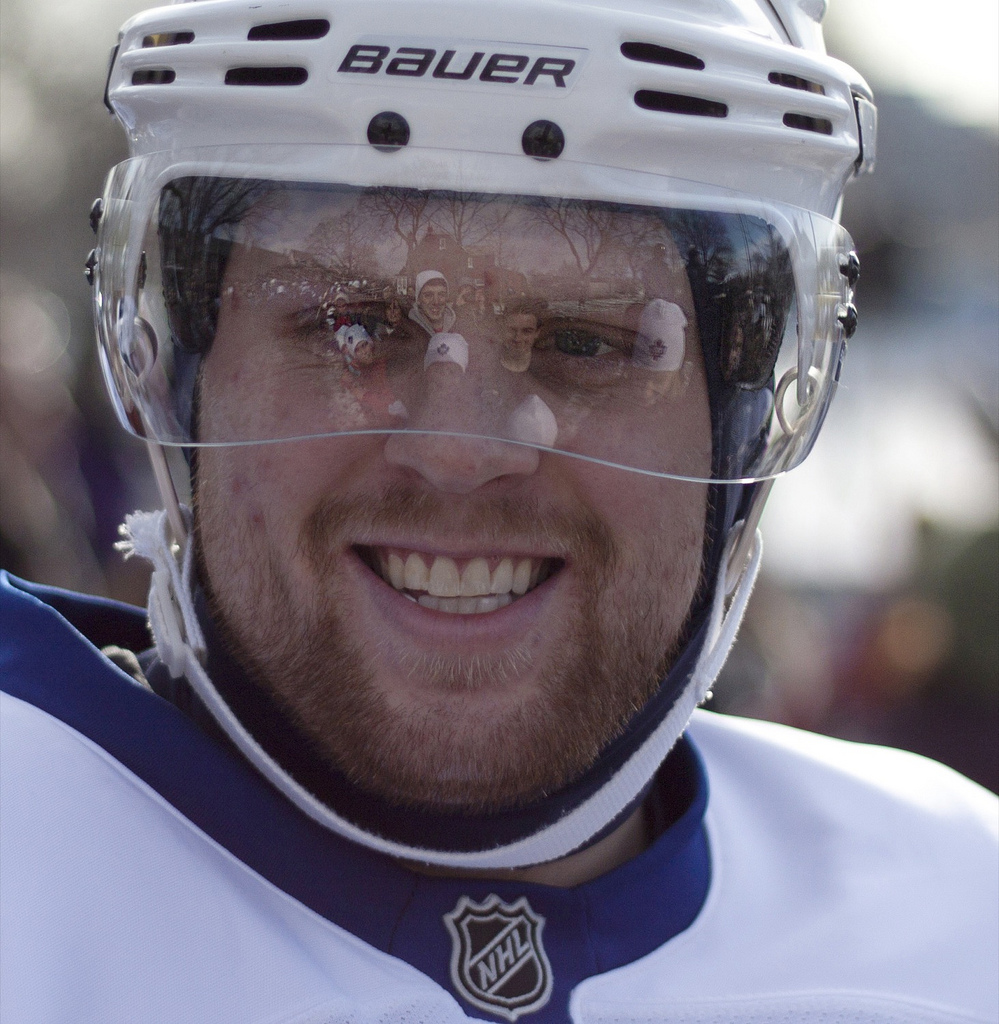
Kessel im Training der Maple Leafs (2010)

Im Rahmen des NHL Entry Draft 2009 planten die Toronto Maple Leafs ihn im Austausch für Tomáš Kaberle zu erwerben, doch der Tauschhandel mit den Boston Bruins kam nicht zustande. Im September 2009 einigten sich die beiden Franchises auf einen Transfer, der Kessel nach Toronto brachte. Die Bruins erhielten als Entschädigung ein Erstrunden- und Zweitrunden-Wahlrecht für den NHL Entry Draft 2010 und ein Erstrunden-Wahlrecht für den NHL Entry Draft 2011 von den Leafs. Mit diesen Wahlrechten sicherten sich die Boston Bruins die Rechte an Tyler Seguin, Jared Knight und Dougie Hamilton. Direkt nach dem Tauschhandel unterzeichnete Kessel einen neuen Kontrakt bei den Leafs für fünf Jahre im Gesamtwert von rund 27 Millionen US-Dollar. Anfang November 2011 wurde er als erster Leafs-Spieler seit 18 Jahren (Félix Potvin im Oktober 1993) mit der Ehrung als NHL-Spieler des Monats bedacht. Nachdem Kessel aufgrund einer verletzungsbedingten Schulteroperation den Saisonbeginn verpasst hatte, gab er im November 2009 bei der 1:2-Niederlage gegen die Tampa Bay Lightning sein Debüt für Toronto. Vier Tage später erzielte er im Spiel gegen die Detroit Red Wings seinen ersten Treffer für die Maple Leafs.
Im Anschluss an das NHL Winter Classic 2010 wurde die Nominierung Kessels für die Olympischen Winterspiele 2010  bekanntgegeben. Dort konnte er sowohl ein Tor als auch eine Vorlage markieren und gewann mit dem Team USA die Silbermedaille. Zu Beginn der Saison 2011/12 konnte der US-Amerikaner seinen ersten Hattrick im Trikot der Maple Leafs erzielen und beendete den Oktober als Topscorer der NHL. Kessel nahm innerhalb der Spielzeit erneut am NHL All-Star Game teil. Im Februar 2012 gelang dem Rechtsschützen der 300. Scorerpunkt seiner Laufbahn und sein 30. Saisontor, eine Marke, die er bereits zum vierten Mal in Folge erreichte. Die Saison sollte mit insgesamt 82 Scorerpunkten die bisher offensivstärkste seiner Karriere werden.
In der folgenden Saison konnte Kessel zunächst nicht an die Leistungen aus dem Vorjahr anknüpfen und konnte in zehn aufeinanderfolgenden Partien kein Tor erzielen, ehe ihm im Februar 2013 der entscheidende Treffer im Spiel gegen die Winnipeg Jets gelang. In der Schlussphase der Saison steigerten sich die Offensivleistungen des Angreifers, sodass Kessel nach Ablauf der Hauptrunde noch zum teaminternen Topscorer der Maple Leafs wurde und ligaweit auf Platz 7 landete. Im Oktober 2013 unterzeichnete der US-Amerikaner eine Vertragsverlängerung über acht Jahre mit einem kolportierten Jahresgehalt von acht Millionen US-Dollar. In der Anfangsphase der Saison 2013/14 konnte Kessel in drei aufeinanderfolgenden Spielen jeweils ein Tor für Toronto erzielen, darunter den vierten Hattrick seiner Profilaufbahn beim 4:2-Sieg gegen die Anaheim Ducks. Dem folgte im Februar 2014 ein weiterer Hattrick, womit er gleichzeitig seinen 30. Saisontreffer markierte und damit zum fünften Mal infolge eine Spielzeit mit mindestens 30 Toren absolvierte.
Bei den Olympischen Winterspielen 2014 war er für das Team USA im Spiel gegen Slowenien ebenfalls dreifach in einem Spiel erfolgreich. Insgesamt gelangen ihm acht Scorerpunkte beim Turnier, wodurch er zum Topscorer aller Mannschaften wurde und die Auszeichnung als bester Stürmer erhielt.

### Pittsburgh, Arizona und Vegas (seit 2015)
Im Juli 2015 wurde Kessel samt Tim Erixon, Tyler Biggs und einem Zweitrunden-Wahlrecht für den NHL Entry Draft 2016 an die Pittsburgh Penguins abgegeben. Die Maple Leafs erhielten im Gegenzug Kasperi Kapanen, Nick Spaling, Scott Harrington sowie ein Erst- und ein Drittrunden-Wahlrecht für den gleichen Draft. Bereits in seinem ersten Jahr bei den Penguins gewann Kessel den Stanley Cup und wurde dabei mit 22 Punkten in 24 Spielen zum besten Playoff-Scorer des Teams. Den Titelgewinn konnte der Angreifer mit dem Team im Jahr darauf wiederholen. In der Saison 2017/18 erreichte er mit 92 Punkten aus 82 Spielen seine bisher beste Offensivstatistik, verpasste mit der Mannschaft aber den dritten Stanley Cup in Folge.
Im Juni 2019 gaben ihn die Penguins samt Dane Birks und einem Viertrunden-Wahlrecht im NHL Entry Draft 2021 an die Arizona Coyotes ab. Im Gegenzug wechselten Alex Galchenyuk und Nachwuchs-Verteidiger Pierre-Olivier Joseph nach Pittsburgh. Kurz nach Beginn der folgenden Spielzeit 2019/20 bestritt Kessel sein insgesamt 1000. Spiel der regulären Saison in der NHL. In Arizona war der Angreifer letztlich drei Jahre aktiv, bis sein auslaufender Vertrag nach der Saison 2021/22 nicht verlängert wurde und er sich daher im August 2022 als Free Agent den Vegas Golden Knights anschloss.
Im Trikot der Golden Knights bestritt Kessel im Oktober 2022 sein 990. Spiel in Serie, so hatte er von Oktober 2009 bis zu diesem Zeitpunkt keine einzige Partie der regulären Saison seines jeweiligen Teams verpasst. In dieser Kategorie übertraf er damit Keith Yandle (989), der diesen NHL-Rekord erst im Januar gleichen Jahres von Doug Gilmour übernommen hatte. Als erster Spieler überhaupt in der NHL-Geschichte bestritt er mindestens 1000 NHL-Partien in Folge. Diesen Meilenstein erreichte er im November 2022. Am Ende der Playoffs 2023 errang Kessel mit dem Team seinen dritten Stanley Cup, den ersten in der Historie der Golden Knights. Sein auslaufender Vertrag wurde im Sommer 2023 allerdings nicht verlängert.

## Erfolge und Auszeichnungen

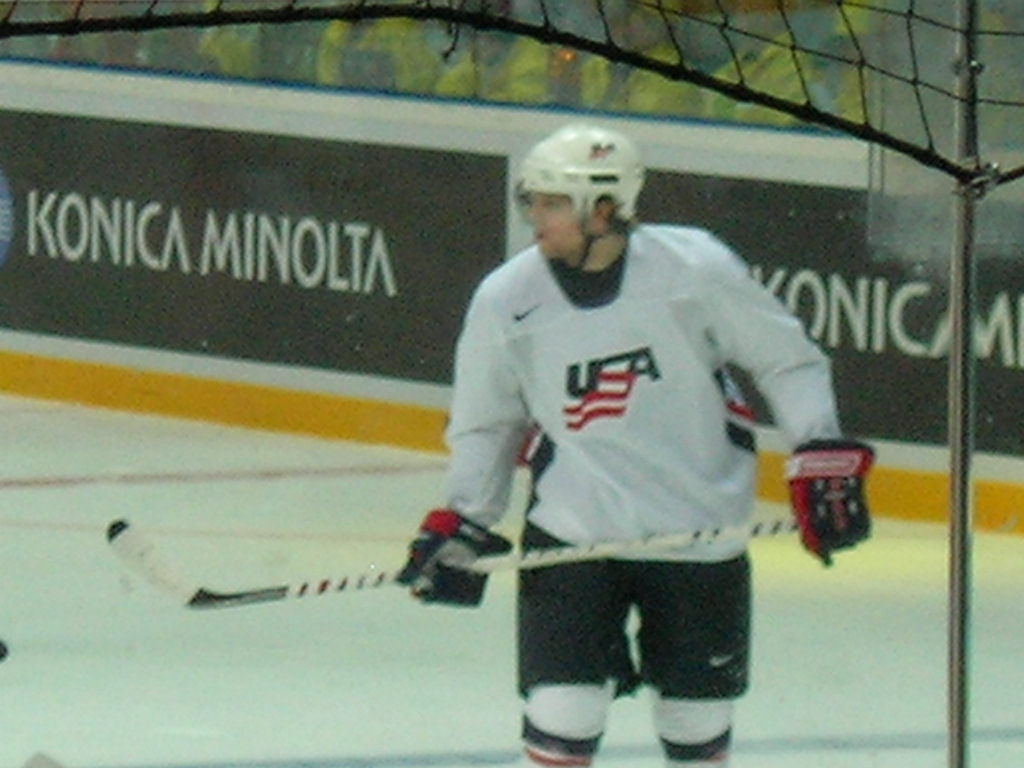
Kessel im Trikot der US-Nationalmannschaft

| - 2006 WCHA Rookie des Jahres - 2006 WCHA All-Rookie Team - 2007 Teilnahme am NHL YoungStars Game - 2007 Bill Masterton Memorial Trophy - 2011 Teilnahme am NHL All-Star Game - 2011 NHL-Spieler des Monats Oktober | - 2012 Teilnahme am NHL All-Star Game - 2015 Teilnahme am NHL All-Star Game - 2016 Stanley-Cup-Gewinn mit den Pittsburgh Penguins - 2017 Stanley-Cup-Gewinn mit den Pittsburgh Penguins - 2023 Stanley-Cup-Gewinn mit den Vegas Golden Knights |

### International
| - 2004 Silbermedaille bei der U18-Junioren-Weltmeisterschaft - 2004 All-Star-Team der U18-Junioren-Weltmeisterschaft - 2004 Bester Torschütze der U18-Junioren-Weltmeisterschaft (gemeinsam mit Roman Tománek) - 2005 Goldmedaille bei der U18-Junioren-Weltmeisterschaft - 2005 Bester Stürmer der U18-Junioren-Weltmeisterschaft - 2005 Topscorer der U18-Junioren-Weltmeisterschaft - 2005 Bester Torschütze der U18-Junioren-Weltmeisterschaft | - 2005 Bester Vorlagengeber der U18-Junioren-Weltmeisterschaft - 2005 All-Star-Team der U18-Junioren-Weltmeisterschaft - 2006 Topscorer der U20-Junioren-Weltmeisterschaft - 2010 Silbermedaille bei den Olympischen Winterspielen - 2014 All-Star-Team der Olympischen Winterspiele - 2014 Topscorer der Olympischen Winterspiele (gemeinsam mit Erik Karlsson) - 2014 Bester Torschütze der Olympischen Winterspiele (gemeinsam mit Michael Grabner) |

## Karrierestatistik
Stand: Ende der Saison 2022/23

### International
Vertrat die USA bei:
| - World U-17 Hockey Challenge 2004 - U18-Junioren-Weltmeisterschaft 2004 - U20-Junioren-Weltmeisterschaft 2005 - U18-Junioren-Weltmeisterschaft 2005 - U20-Junioren-Weltmeisterschaft 2006 | - Weltmeisterschaft 2007 - Weltmeisterschaft 2008 - Olympischen Winterspielen 2010 - Olympischen Winterspielen 2014 |

(Legende zur Spielerstatistik: Sp oder GP = absolvierte Spiele; T oder G = erzielte Tore; V oder A = erzielte Assists; Pkt oder Pts = erzielte Scorerpunkte; SM oder PIM = erhaltene Strafminuten; +/− = Plus/Minus-Bilanz; PP = erzielte Überzahltore; SH = erzielte Unterzahltore; GW = erzielte Siegtore; 1 Play-downs/Relegation; Kursiv: Statistik nicht vollständig)

## Familie
Phil Kessels Bruder Blake wurde im NHL Entry Draft 2007 von den New York Islanders in der sechsten Runde an Position 166 ausgewählt. Er spielte bisher in Minor Leagues und in diversen europäischen Ligen, unter anderem bei den Augsburger Panthern in der DEL. Seine Schwester Amanda Kessel ist ebenfalls Nationalspielerin der USA. Amanda und Phil nahmen im Februar 2014 an den Olympischen Winterspielen 2014 teil, wo Amanda die Silbermedaille gewann.